# 23. Reserve-Division (1. Königlich Sächsische)
Die 23. Reserve-Division (1. Königlich Sächsische) war ein Großverband der Sächsischen Armee.

## Gliederung

### Kriegsgliederung 1914
- 45. Reserve-Infanterie-Brigade
  - Reserve-Infanterie-Regiment Nr. 100
  - Reserve-Infanterie-Regiment Nr. 101
  - Reserve-Jäger-Bataillon Nr. 12
- 46. Reserve-Infanterie-Brigade
  - Reserve-Infanterie-Regiment Nr. 102
  - Reserve-Infanterie-Regiment Nr. 103
- Sächsisches Reserve-Husaren-Regiment
- Reserve-Feld-Artillerie-Regiment Nr. 23
- Reserve-Pionier-Bataillon Nr. 12

### Kriegsgliederung vom 20. März 1918
- 46. Reserve-Infanterie-Brigade
  - Reserve-Grenadier-Regiment Nr. 100
  - Reserve-Infanterie-Regiment Nr. 102
  - Infanterie-Regiment Nr. 392
  - 2. Sächsisches Reserve-Husaren-Regiment Nr. 18
- Artillerie-Kommandeur Nr. 118
  - Reserve-Feldartillerie-Regiment Nr. 23
  - I. Bataillon/Reserve-Fußartillerie-Regiment Nr. 15
- Pionier-Bataillon Nr. 323
- Divisions-Nachrichten-Kommandeur Nr. 423

## Gefechtskalender
Die Division wurde im Rahmen der Mobilmachung zu Beginn des Ersten Weltkriegs gebildet und im weiteren Kriegsverlauf an der West- und Ostfront eingesetzt.

### 1914
- 23. bis 24. August --- Schlacht bei Dinant
- 24. bis 27. August --- Eingreifen der 3. Armee in den Kampf der 2. Armee bei Namur in Richtung Mettet-Philippeville und anschließende Verfolgung in südwestlicher und südlicher Richtung bis an die Sormonne
- 27. bis 30. August --- Schlacht an der Maas und Verfolgung bis an die Aisne
- 31. August bis 5. September --- Schlacht an der Aisne und Verfolgung bis an die Marne
- 6. bis 10. September --- Schlacht bei Fère-Champenoise
- 12. September bis 19. Dezember --- Stellungskämpfe in der Champagne
- 20. bis 30. Dezember --- Schlacht bei Souain, Perthes-lès-Hurlus und Beauséjour
- ab 31. Dezember --- Stellungskämpfe in der Champagne

### 1915
- bis 7. Januar --- Stellungskämpfe in der Champagne
- 8. bis 13. Januar --- Schlacht bei Perthes-lès-Hurlus und Beauséjour
- 14. bis 31. Januar --- Stellungskämpfe in der Champagne
- 1. bis 5. Februar --- Schlacht bei Perthes-lès-Hurlus und Massiges
- 6. bis 15. Februar --- Stellungskämpfe in der Champagne
- 16. bis 19. Februar --- Schlacht bei Perthes-lès-Hurlus und Beauséjour
- 21. Februar bis 20. März --- Winterschlacht in der Champagne
- 21. März bis 21. September --- Stellungskämpfe in der Champagne
- 22. September bis 3. November --- Herbstschlacht in der Champagne
- ab 4. November --- Stellungskämpfe in der Champagne

### 1916
- bis 23. Juli --- Stellungskämpfe in der Champagne
- 26. Juli bis 22. August --- Schlacht an der Somme
- 23. August bis 18. Oktober --- Stellungskämpfe in Flandern und Artois
- 19. Oktober bis 26. November --- Schlacht an der Somme
- 27. November bis 6. Dezember --- Stellungskämpfe an der Somme
- ab 7. Dezember --- Stellungskämpfe in Flandern und Artois

### 1917
- bis 31. Januar --- Stellungskämpfe in Flandern und Artois
- 1. Februar bis 1. April --- Stellungskämpfe in Flandern und Artois
- 3. bis 10. April --- Reserve der OHL
- 11. April bis 26. Mai --- Stellungskämpfe an der Yser
- 27. Mai bis 30. Juli --- Schlacht in Flandern
- 31. Juli bis 2. September --- Grenzschutz an der belgisch-holländischen Grenze
- 3. bis 30. September --- Schlacht in Flandern
- 1. bis 7. Oktober --- Abtransport nach dem Osten
- 7. Oktober bis 5. Dezember --- Stellungskämpfe zwischen Njemen-Beresina-Krewo-Smorgon-Narotsch-See-Tweretsch
- 6. bis 17. Dezember --- Waffenruhe
- ab 17. Dezember --- Waffenstillstand

### 1918
- bis 17. Februar --- Waffenstillstand
- 18. Februar bis 3. März --- Offensive gegen den Peipussee und die obere Düna
- 3. bis 8. März --- Okkupation russischen Gebiets zwischen oberer Düna und Peipussee
- 8. bis 14. März --- Transport nach dem Westen
- 14. bis 20. März --- Stellungskämpfe in Flandern und Artois
- 21. März bis 6. April --- Große Schlacht in Frankreich
- 7. April bis 23. Juni --- Kämpfe zwischen Arras und Albert
- 23. Juni bis 4. August --- Stellungskämpfe in Flandern und Artois
- 5. August bis 6. September --- Kämpfe vor der Front Ypern-La Bassée
- 7. September bis 14. Oktober --- Kämpfe an der Front Armentières-Lens
- 15. bis 19. Oktober --- Kämpfe zwischen Deûle-Kanal und Schelde
- 18. bis 24. Oktober --- Nachhutkämpfe zwischen Yser und Lys
- 25. Oktober bis 1. November --- Schlacht an der Lys
- 2. bis 4. November --- Nachhutkämpfe beiderseits der Schelde
- 5. bis 11. November --- Rückzugskämpfe vor der Antwerpen-Maas-Stellung
- ab 12. November --- Räumung des besetzten Gebietes und Marsch in die Heimat

## Kommandeure
| Dienstgrad      | Name                           | Datum                                |
| --------------- | ------------------------------ | ------------------------------------ |
| Generalleutnant | Alexander von Larisch          | 2. August 1914 bis 15. Januar 1915   |
| Generalleutnant | Bernhard von Watzdorf          | 16. Januar 1915 bis 21. Februar 1917 |
| Generalleutnant | Traugott Leuckart von Weißdorf | 22. Februar 1917 bis 12. März 1918   |
| Generalmajor    | Franz Francke                  | 13. März bis 1919                    |